# Метроряд
Метроряд — фрагменти віршових рядів, у межах яких відбувається чергування стоп, деколи розмикання на два (рідше — три) віршові рядки у вигляді піввіршів, розмежованих цезурою.

## Приклади
Вірш Оксани Пахльовської:
В холодний простір // вмерзла булава

Летиш крізь вічність. //

Крижані стремена.